# 松永久仁彦
松永 久仁彦（まつなが くにひこ、1965年10月21日 - ）は、日本の俳優。奈良県出身。身長175cm。血液型O型。

## 出演

### 映画
- 課外授業 暴行（1989年、新東宝映画）[2]
- メロデ Melodies（1989年、風間志織自主制作映画）[3]
- 3 on 3（2003年、ケイエスエス）[4]
- IKKA：一和（2003年、PFFパートナーズ）[5]

### テレビドラマ
- ツインズ教師（1993年、テレビ朝日）
- 湘南女子寮物語（1993年、テレビ朝日）
- 秀吉（1996年、NHK）
- はみだし刑事情熱系 PART1 第10話（1996年、テレビ朝日）
- 冬の螢（1997年、NHK）
- せいぎのみかた（1997年、読売テレビ）
- 徳川慶喜（1998年、NHK）[6]
- 警視庁鑑識班 7 - 19（第11作を除く）（1999年 - 2005年、日本テレビ） - 花井博之 役
- 検事霧島三郎 7（1999年、日本テレビ） - 岡部正弘 役[7]
- 探偵 左文字進 3「空巣と殺人」（2001年、TBS） - 佐伯孝史 役[8]
- Love Story 第7話（2001年、TBS）[9]
- 武蔵 MUSASHI 第6話・第7話（2003年、NHK）[9]
- こころ 第13話（2003年、NHK）[9]
- こちら本池上署 第2シリーズ 最終回（2003年、TBS）[9]
- 蝉しぐれ 第1話・第2話（2003年、NHK）[10][11]
- 警視庁鑑識班2004（2004年、日本テレビ） - 花井博之 役
- 逃亡者 RUNAWAY 第6話（2004年、TBS）
- 慶次郎縁側日記 第1シリーズ 第9話（2004年、NHK）[9]
- 信濃のコロンボ事件ファイル 7「見知らぬ鍵」（2005年、テレビ東京/BSジャパン）
- 日本の、これから 近未来ドラマ「人口減少社会 幸福2020」第2夜 第1部（2005年、NHK）[12]

### ラジオドラマ
- 青春アドベンチャー「5つの贈りもの」（2005年、NHK-FM） - アダム 役（第1話）[13]、看護師 役（第4話）[14]

### CM
- ライオン 企業CM「花嫁の父」60秒版・90秒版（1991年）[15][16]
- 松下電器